# Osiris Matos
Osiris G. Matos Jiménez (nacido el 6 de noviembre de 1984 en Santo Domingo) es un lanzador relevista dominicano de Grandes Ligas que se encuentra en la organización de los Gigantes de San Francisco.

## Carrera

### Ligas menores
Originalmente firmado por los Gigantes en 2002, Matos comenzó su carrera profesional en 2003, con los AZL Giants. Terminó con récord de 2-2 con una efectividad de 4.67 en nueve partidos, seis como abridor.
El 2004 fue impresionante para él y otra vez con los AZL Giants, tuvo récord de 2-0 con una efectividad de 2.44 en 11 partidos, ocho como abridor. También ponchó a 47 bateadores en 48 entradas de trabajo.
En 2005, lanzó para Augusta GreenJackets. En 29 partidos (22 de como abridor), lo hizo mal, registrando un récord de 8-8 con una efectividad de 4.99. Ponchó a 79 bateadores sólo en 135 entradas y un tercio de trabajo.
En 2006, Matos dividió su tiempo entre Augusta Greenjackets y Connecticut Defenders, haciéndolo muy bien - sobre todo con GreenJackets. Fue utilizado en su totalidad como relevista, apareció en 44 juegos para GreenJackets, salvando 13 juegos y ponchando a 81 bateadores en 61 entradas de trabajo. Logró efectividad de 1.77 con ellos. Más adelante, pasó a lanzar en seis juegos para Connecticut Defenders, registrando una efectividad de 3.72, salvando dos juegos más. En general, tuvo una efectividad de 1.91 en 2006, salvando 15 juegos y ponchando a 86 bateadores en 70 entradas y dos tercio de trabajo.
En 2007, fue utilizado de nuevo por completo como relevista y otra vez lo hizo muy bien. Al igual que en 2006, pasó su tiempo tanto con GreenJackets como con Defenders, sin embargo, pasó la mayor parte del tiempo con Defenders en 2007, en comparación con el año anterior, cuando pasó la mayor parte del tiempo con GreenJackets. En general, en 2007, tuvo efectividad de 2.49 con 52 ponches en 65 entradas de trabajo. También salvó ocho partidos.
En total, registró un récord de 24-13 con efectividad de 3.57 en ligas menores. Tiene 24 salvamentos en su carrera de ligas menores, 23 de los cuales ha logrado los últimos dos años.

### Grandes Ligas
El 3 de julio de 2008, Matos hizo su debut en Grandes Ligas contra los Cachorros de Chicago.  Lanzó la novena entrada en situación de no salvamento, ponchó a uno, y no permitió que ningún jugador corredoriera las bases.